# Уроки фарсі
Уроки фарсі́ (англ. Persian Lessons, нім. Persischstunden) — воєнна драма 2020 року німецько-російсько-білоруського виробництва від режисера Вадима Перельмана. Сюжет частково заснований на оповіданні 1977 року «Винайдення мови» (нім. Erfindung einer Sprache) німецького письменника та сценариста Вольфганга Кольхаазе.
Картину було подано як заявку на 93-тю премію Оскар за найкращий міжнародний художній фільм від Білорусі. Проте, фільм було дискваліфіковано, оскільки було встановлено, що переважна більшість осіб, які працювали над фільмом були не з Білорусі.

## Сюжет
Окупована Європа, 1942 рік. Бельгієць єврейського походження Жиль Крем'є опиняється у концтаборі і видає себе за перса — для нього це єдина можливість залишитися живим. Німецькі солдати, зраділі таким рідкісним уловом, приводять Жиля до концтаборового кухаря Клауса Коха, який мріє, як тільки закінчиться війна, поїхати до Ірану та відкрити там ресторан. Кох шукає справжнього перса, який навчить його говорити фарсі.

## Акторський склад
- Науель Перес Біскаярт
- Ларс Айдінгер
- Йонас Най
- Девід Шюттер
- Александр Байєр
- Андреас Хофер
- Леоні Бенеш
- Лола Бессі

## Виробництво
Сценарій фільму було написано російською мовою, потім перекладено на англійську, і, зрештою, на німецьку. Вигадана версія перської мови в фільмі створена російським філологом з Московського університету імені Ломоносова, який за основу слів взяв реальні імена задокументованих жертв Голокосту.

## Випуск
Прем'єра картини відбулась 22 лютого 2020 року на Берлінському міжнародному кінофестивалі. В грудні 2020 року Росія подала фільм як заявку на 78-му премію «Золотий глобус». Прем'єра фільму в Китаї відбулась 19 березня 2021 року.

## Нагороди
| Дата                | Нагорода               | Категорія                       | Результат | Примітки |
| ------------------- | ---------------------- | ------------------------------- | --------- | -------- |
| 30 грудня 2021 року | Золотий півень (Китай) | Найкращий фільм іноземною мовою | Номінація | [ 17 ]   |